# Bodenseekreis
Bodenseekreis är ett distrikt (Landkreis) i södra delen av det tyska förbundslandet Baden-Württemberg med 217 470 invånare (2019). Distriktet ligger vid norra strandlinjen av Bodensjön. 

## Städer och kommuner
| Städer                                                                | Övriga kommuner | |
| --------------------------------------------------------------------- | --- | --- |
| 1. Friedrichshafen 2. Markdorf 3. Meersburg 4. Tettnang 5. Überlingen | 1. Bermatingen 2. Daisendorf 3. Deggenhausertal 4. Eriskirch 5. Frickingen 6. Hagnau am Bodensee 7. Heiligenberg 8. Immenstaad am Bodensee 9. Kressbronn am Bodensee 10. Langenargen | 1. Meckenbeuren 2. Neukirch 3. Oberteuringen 4. Owingen 5. Salem 6. Sipplingen 7. Stetten 8. Uhldingen-Mühlhofen |